# بلینتور، راس شرقی
بلینتور (به انگلیسی: Balintore) یک روستا در بریتانیا است که در هایلند واقع شده‌است.